# Австрийско-чилийские отношения
Австрийско—чилийские отношения — международные отношения между Австрией и Чили. Первые двусторонние отношения датируются еще в 1846 годом. У Австрии есть посольство в Сантьяго и три почетные консульства (в Арике, Вальдивии и Вальпараисо). У Чили есть посольство в Вене, а также три почетные консульства (в Линце, Клагенфурт-ам-Вертерзе и Зальцбурге).

## История
В 1991 году министр иностранных дел Энрике Сильва Симма стал первым канцлером Чили, который совершил официальный визит в Австрию. В 1993 году канцлер Франц Враницкий стал первым канцлером Австрии, совершивший официальный визит в Чили. С 1999 года двусторонние отношения интенсифицировались благодаря бирегиональному процессу LAC-EU. В 2008 году федеральный канцлер Австрии Альфред Гузенбауэр совершил официальный визит в Чили.

## Австрийская иммиграция в Чили
В XIX веке голод в Европе и высылка протестантов из Австрии привели к волне иммиграции австрийцев в Латинскую Америку. Значимым поселением тирольских протестантов в Чили являются Лос-Бахос и Фрутильяр провинции Льянкиуэ. Городок Нуэва-Браунау близ Пуэрто-Варас был назван в 1875 году поселенцами из Австро-Венгрии в честь современного Броумова (нем. Braunau).

## Государственный переворот в Чили
Как результат военного переворота в Чили 1973 года, около 1500 чилийских беженцев прибыли в Вену. В мае 2006 президент Чили Мишель Бачелет встретилась с сотнями членов чилийского сообщества в Вене в венской ратуше.